# Dick Norman
Dick Norman (* 1. März 1971 in Waregem) ist ein ehemaliger belgischer Tennisspieler.

## Karriere
Der Linkshänder begann seine professionelle Karriere 1991 und konnte vier Doppeltitel auf der ATP Tour erringen sowie zwei weitere Finals erreichen, darunter das Endspiel der French Open 2009 mit Partner Wesley Moodie. Seine höchste Einzelplatzierung in der Tennisweltrangliste erreichte er mit Rang 85 im November 2006, im Doppel mit Platz 10 im April 2010. Am 17. Juni 2013 beendete er in ’s-Hertogenbosch seine Karriere.
Nach seiner aktiven Karriere wurde er 2018 Turnierdirektor der European Open.

## Erfolge
| Legende (Anzahl der Siege)                       |
| Grand Slam                                       |
| Tennis Masters Cup ATP World Tour Finals         |
| ATP Masters Series ATP World Tour Masters 1000   |
| ATP International Series Gold ATP World Tour 500 |
| ATP International Series ATP World Tour 250 (4)  |
| ATP Challenger Tour (23)                         |

| ATP-Titel nach Belag |
| Hartplatz (3)        |
| Sand (0)             |
| Rasen (1)            |
| Teppich (0)          |

### Einzel

#### Turniersiege
| Nr. | Datum             | Turnier             | Belag         | Finalgegner        | Ergebnis        |
| --- | ----------------- | ------------------- | ------------- | ------------------ | --------------- |
| 1.  | 30. Juli 1995     | Newcastle           | Hartplatz     | David Nainkin      | 6:1, 6:4        |
| 2.  | 9. November 1997  | Dresden             | Sand          | Julián Alonso      | 6:4, 6:4        |
| 3.  | 1997              | Neumünster          | Teppich (i)   | John van Lottum    | 6:7, 7:6, 7:6   |
| 4.  | 20. Mai 2001      | Antwerpen           | Sand          | Peter Wessels      | 5:3 aufgg.      |
| 5.  | 10. März 2002     | Magdeburg           | Teppich (i)   | Axel Pretzsch      | 7:66, 3:6, 6:4  |
| 6.  | 31. März 2002     | San Luis Potosí (1) | Sand          | Paul-Henri Mathieu | 2:6, 6:2, 6:4   |
| 7.  | 29. Juni 2002     | Andorra             | Hartplatz     | Ivo Karlović       | 6:4, 6:4        |
| 8.  | 13. Oktober 2002  | Quito               | Sand          | Giovanni Lapentti  | 6:4, 6:3        |
| 9.  | 20. April 2003    | San Luis Potosí (2) | Sand          | Federico Browne    | 7:5, 0:6, 6:4   |
| 10. | 12. Dezember 2004 | Ischgl              | Teppich (i)   | Daniele Bracciali  | 6:1, 3:6, 6:1   |
| 11. | 13. Februar 2005  | Belgrad             | Teppich (i)   | Jeroen Masson      | 6:2, 6:3        |
| 12. | 20. November 2005 | Dnipro              | Hartplatz (i) | Raemon Sluiter     | 7:62, 6:72, 6:3 |
| 13. | 19. April 2009    | Mexiko-Stadt        | Hartplatz     | Marcel Felder      | 6:4, 6:76, 7:5  |

### Doppel

#### Turniersiege

##### ATP World Tour
| Nr. | Datum           | Turnier          | Belag         | Partner         | Finalgegner                        | Ergebnis           |
| --- | --------------- | ---------------- | ------------- | --------------- | ---------------------------------- | ------------------ |
| 1.  | 7. Januar 2007  | Chennai          | Hartplatz     | Xavier Malisse  | Rafael Nadal Bartolomé Salvá Vidal | 7:64, 7:64         |
| 2.  | 8. Februar 2009 | Johannesburg     | Hartplatz     | Jamie Cerretani | Rik De Voest Ashley Fisher         | 6:77, 6:2, [14:12] |
| 3.  | 21. Juni 2009   | ’s-Hertogenbosch | Rasen         | Wesley Moodie   | Johan Brunström Jean-Julien Rojer  | 7:63, 6:78, [10:5] |
| 4.  | 6. Februar 2011 | Zagreb           | Hartplatz (i) | Horia Tecău     | Marcel Granollers Marc López       | 6:3, 6:4           |

##### ATP Challenger Tour
| Nr. | Datum              | Turnier         | Belag         | Partner            | Finalgegner                        | Ergebnis          |
| --- | ------------------ | --------------- | ------------- | ------------------ | ---------------------------------- | ----------------- |
| 1.  | 2. August 1992     | Posen           | Sand          | Tomasz Iwański     | Sergio Cortés Vicente Solves       | 4:6, 6:3, 6:2     |
| 2.  | 18. Dezember 1994  | Adelaide        | Rasen         | Mahesh Bhupathi    | Scott Draper Peter Tramacchi       | 7:6, 7:6          |
| 3.  | 31. März 2002      | San Luis Potosí | Sand          | Orlin Stanoitschew | Ignacio Hirigoyen Sebastián Prieto | kampflos          |
| 4.  | 19. Mai 2002       | Zagreb          | Sand          | Tom Vanhoudt       | Jordan Kerr Grant Silcock          | 6:3, 4:6, 6:3     |
| 5.  | 17. September 2006 | Orléans         | Hartplatz (i) | Grégory Carraz     | Jérôme Haehnel Jean-René Lisnard   | 7:66, 6:1         |
| 6.  | 31. August 2008    | Freudenstadt    | Sand          | Kristof Vliegen    | Rainer Eitzinger Armin Sandbichler | 6:3, 6:3          |
| 7.  | 13. September 2008 | Donezk          | Hartplatz     | Xavier Malisse     | Harel Levy Noam Okun               | 4:6, 6:1, [13:11] |
| 8.  | 11. Oktober 2008   | Rennes          | Hartplatz (i) | James Auckland     | Yves Allegro Horia Tecău           | 6:3, 6:4          |
| 9.  | 8. April 2012      | Barletta        | Sand          | Johan Brunström    | Jonathan Marray Igor Zelenay       | 6:4, 7:5          |
| 10. | 16. September 2012 | Petingen        | Hartplatz (i) | Christopher Kas    | Jamie Murray André Sá              | 2:6, 6:2, [10:8]  |

#### Finalteilnahmen
| Nr. | Datum            | Turnier     | Belag       | Partner        | Finalgegner                    | Ergebnis      |
| --- | ---------------- | ----------- | ----------- | -------------- | ------------------------------ | ------------- |
| 1.  | 22. Oktober 1995 | Peking      | Teppich (i) | Fernon Wibier  | Tommy Ho Sébastien Lareau      | 6:7, 6:7      |
| 2.  | 6. Juni 2009     | French Open | Sand        | Wesley Moodie  | Lukáš Dlouhý Leander Paes      | 6:3, 3:6, 2:6 |
| 3.  | 6. Mai 2012      | München     | Sand        | Xavier Malisse | František Čermák Filip Polášek | 4:6, 5:7      |